# Сергей Моня
Сергей Моня е руски баскетболист, бивш капитан на националния отбор на Русия. Висок 202 см, тежи 107 кг. Дългогодишен играч на БК Химки. Рекордьор е по изиграни мачове в тима от Подмосковието.

## Кариера
Кариерата на Моня започва в Автодор Саратов. През 2002 г. преминава в ПБК ЦСКА Москва. Сергей печели 3 титли на Русия с „армейците“. През 2003 г. играе на Европейско първенство в състава на Русия. През 2004 г. участва в драфта на НБА и е изтеглен от Портланд Трейл Блейзърс, където играе от лятото на 2005 г. със съотборника си от ЦСКА Виктор Хряпа. Моня остава в отбора само половин година. След това си пробва късмета в Сакраменто Кингс, където записва само 3 срещи. През 2006 г. се връща в Русия с екипа на Динамо Москва. През 2007 г. става европейски шампион в състава на Русия. През 2007/08 Динамо завършват трети в Суперлигата. На Евробаскет 2009 Моня е избран за капитан на Русия. 
От 2010 г. е играч на БК Химки. През 2011 г. участва в мача на звездите на ПБЛ и е избран за МВП. Същата година печели и Обединена ВТБ лига с Химки. През 2012 г. участва на Олимпийските игри в Лондон с националния отбор на Русия и печели бронзов медал. Играе за Химки до 2021 г.